# 妙雲寺 (岐阜県川辺町)
妙雲寺（みょううんじ）は、岐阜県加茂郡川辺町中川辺にある本門法華宗の寺院。山号は大圓山。

## 歴史
天文6年（1537年）、本門法華宗の妙蓮寺十一世の日解によって、上川辺村の天徳屋敷内に創建された。
鵜飼地区社宮地の旧道の小川に架かる橋の付近に題目の石碑があり寺跡と伝えられている。その他に中組の個人宅が寺跡という伝承もある。
慶長16年（1611年）、川辺陣屋主の大嶋光政の勧請により日解の法嗣である日秀によって、中川辺村の現在地に移され旗本の川辺大嶋氏の菩提寺となり外護された。

## 境内
境内は601坪ある。
山門は鐘楼との併用で、六本の柱で支られれた特殊な建築様式で、全て朱色に塗にあげられているため、別名赤門寺とも呼ばれている。
大嶋義也が重病に罹った際に家臣や領民が1体ずつ納めた釈迦如来を祀る千体釈迦堂がある。金色に輝く様子は圧巻である。
川辺大嶋氏一族の位牌堂は小建築のため簡素ではあるが桃山時代の建築様式の名残を留める堂宇である。
三光稲荷堂は、伏見稲荷の分祀であるが、特定の日時に対岸に聳える米田富士の陽光の影が、稲荷堂の社殿の影と交差する地点に、川辺大嶋氏の軍用金が埋蔵されているという伝説がある。しかし稲荷社の位置が以前とは異なっているため真偽は定かでない。
本堂・妙見菩薩堂・三十番神堂・川辺大嶋氏一族の墓石群がある。
かつて参道には、供侍部屋と下馬場があったが、現在は存在していない。

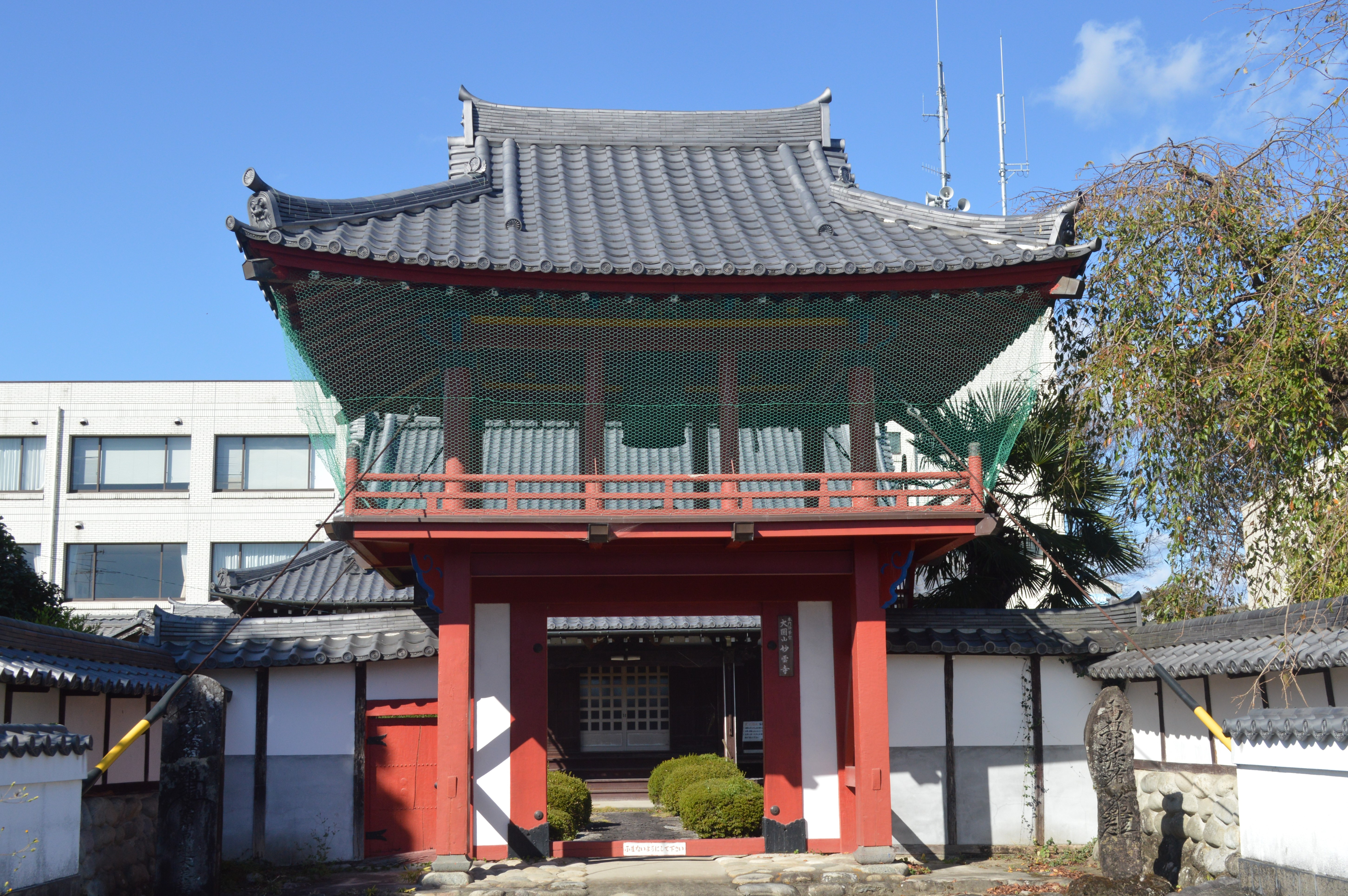
山門
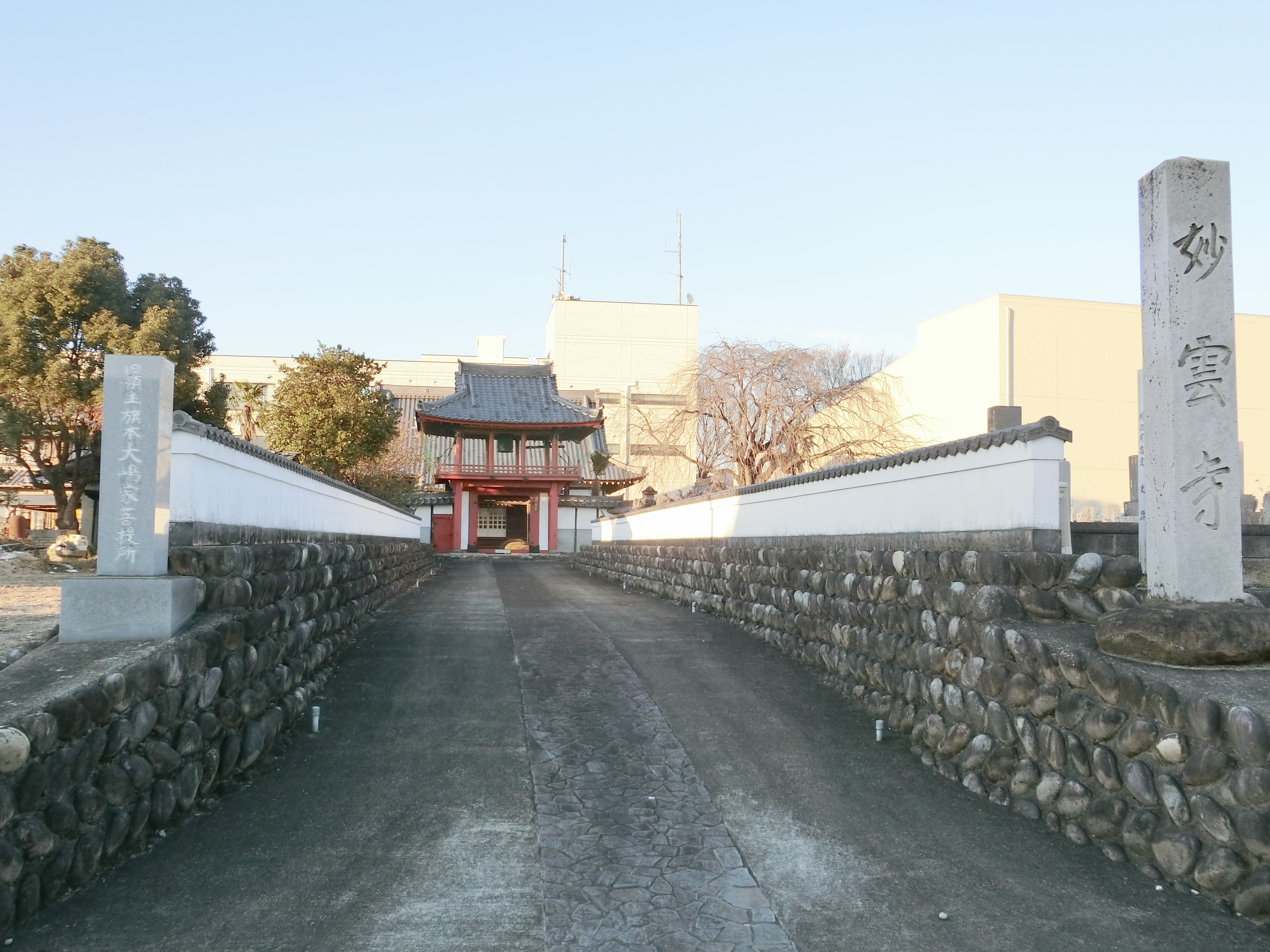
参道

## 川辺町指定文化財
大嶋光政と大嶋義唯の肖像画・川辺大嶋氏の菩提塔・川辺大嶋氏の位牌堂・桃山時代の長刀・経台・長持・寄進状・千体釈迦如来像・古文書等の品々・室町時代初期の作とされる涅槃図を所有している。